# Валпертскирхен
Валпертскирхен (њем. Walpertskirchen) општина је у њемачкој савезној држави Баварска. Једно је од 26 општинских средишта округа Ердинг. Према процјени из 2010. у општини је живјело 2.050 становника. Посједује регионалну шифру (AGS) 9177142.

## Географски и демографски подаци
Валпертскирхен се налази у савезној држави Баварска у округу Ердинг. Општина се налази на надморској висини од 468–539 метара. Површина општине износи 18,4 km². У самом мјесту је, према процјени из 2010. године, живјело 2.050 становника. Просјечна густина становништва износи 111 становника/km².